# Томпсон, Сюзанна
Сюзанна Томпсон (англ. Susanna Thompson, род. 27 января 1958) — американская актриса.

## Жизнь и карьера
Сюзанна Томпсон родилась в Сан-Диего, штат Калифорния и закончила San Diego State University со степенью бакалавра. Позже она появилась в ряде театральных постановок, а в начале девяностых дебютировала на телевидении и вследствие этого сыграла ряд заметных ролей. На телевидении она появилась в сериалах «Секретные материалы», «Звёздный путь: Следующее поколение», «Закон Лос-Анджелеса», «Полиция Нью-Йорка» и «Доктор Куин, женщина-врач», после чего снялась в кинофильмах «Когда мужчина любит женщину», «Маленькие великаны» и «Призраки Миссисипи».
На телевидении Томпсон наиболее известна по своей роли в телесериале «Опять и снова» с Силой Уорд, в котором она снималась с 1999 по 2002 год. Она также сыграла роль Королевы Боргов в сериале «Звёздный путь: Вояджер» (1999—2000) и Холлис Манн в сериале «Морская полиция: Спецотдел» (2006—2007). В 2009 году она сыграла роль королевы Розы Бенджамин в сериале «Короли», который был закрыт после одного сезона. Ранее она снялась в ещё одном недолго просуществовавшем сериале — «Книга Даниила» 2006 года. На большом экране она наиболее известна по роли жены Кевина Костнера в фильме 2002 года «Стрекоза» и жены Харрисона Форда в фильме «Паутина лжи» (1999).
С 2012 по 2014 год, Сюзанна Томпсон исполняла роль Мойры Куин, матери главного героя в сериале «Стрела».

## Фильмография
- 1992—1993 — Звёздный путь: Следующее поколение/Star Trek: The Next Generation
- 1993 — Избиение младенцев/Slaughter of the Innocents
- 1994 — Когда мужчина любит женщину/When a Man Loves a Woman
- 1994 — Маленькие великаны/Little Giants
- 1996 — Призраки Миссисипи/Ghosts of Mississippi
- 1996 — Бермудский треугольник/Bermuda Triangle
- 1997 — Блеск славы/In the Line of Duty: Blaze of Glory/Bermuda Triangle
- 1998 — Нечто/The Lake
- 1999 — Паутина лжи/Random Hearts
- 1999—2000 — Звёздный путь: Вояджер/Star Trek: Voyager
- 2002 — Стрекоза/Dragonfly
- 1999—2002 — Опять и снова/Once and Again
- 2003 — Закон и порядок: Специальный корпус/Law & Order: Special Victims Unit
- 2005 — Баллада о Джеке и Роуз/The Ballad of Jack and Rose
- 2006 — Книга Даниэля/The Book of Daniel
- 2006—2007 — Морская полиция: Спецотдел/NCIS
- 2007 — Американское прошлое/American Pastime
- 2007 — Следы ведьм/The Gathering
- 2009 — Короли/Kings
- 2012—2020 — Стрела / Arrow — Мойра Куин
- 2015—2018 — Вне времени/'Timeless